# أليوت بيغيلو
أليوت بيغيلو (بالإنجليزية: Elliot Bigelow) هو لاعب كرة قاعدة أمريكي، ولد في 13 أكتوبر 1897 في تاربون سبرينغز في الولايات المتحدة، وتوفي في 13 أغسطس 1933 في تامبا في الولايات المتحدة.

## وصلات خارجية
- أليوت بيغيلو على موقعبيزبول رفرنس.كوم (الدوري الرئيسي) (الإنجليزية)